# 華盛頓州斯波坎聖殿
華盛頓斯波坎聖殿（Spokane Washington Temple）是耶穌基督後期聖徒教會的第59座聖殿。華盛頓斯波坎聖殿在1998年8月宣布修建。在聖殿公開的第一年，有52,000人參觀了聖殿。1999年8月21日，華盛頓斯波坎聖殿奉獻，服務華盛頓州東部、愛達荷州北部和蒙大拿州西部的約50,000人耶穌基督後期聖徒教會信徒。

## 外部連結
- Official Spokane Washington Temple page （页面存档备份，存于）
- Spokane Washington Temple page （页面存档备份，存于）